# Гимн Саара
Saarlandlied (также Saarlied) является официальным гимном  Саара.

## 1950-2003
После Второй мировой войны Саар был автономным государством экономически связанным с Францией. По случаю первой игры сборной Саара по футболу против Швейцарии в 1950 году был необходим государственный гимн. Они выбрали песню "где прекрасная, дружелюбная долина".
1-й стих
Я знаю, где прекрасная, дружелюбная долина
Окруженная лесистыми горами,
Там волны в лучах солнца вспыхивают,
Лозы цветут на холмах
И деревни и города на зеленых полях,
А люди полные делают:

припев
Вот мой дом на земле Саар,
Я громко хвалю ее все дни.
Вот мой дом на земле Саар,
Я громко хвалю его все дни.

#### Второй стих
Всем, кто путешествовал по берегам Саара
И однажды выпил саарское вино,
Когда взгляды девушек так ясны тебе
Погрузился в пылающую душу,
Он не двигается дальше, это говорит ему правду
Сердце с сильным биением:

#### третий стих
О Саар, жемчужина сияющего великолепия,
О страна, ты, угля и железа,
Я хочу быть твоей, целиком посвяти себя тебе,
Ничто не должно отнимать меня у вас в будущем.
Так звучит гордо в стране,
Когда с радостным сердцем говорю.
Хор поется после строф.
Текст был написан на стихи Ричарда Лимбергера в 1892 году, мелодия была написана в 1921 году в  Саарбрюккене учителем музыки Карлом Хогребе (1877-1953) . Последний стих началась с Лимбергера:
О Саар, жемчужина сияющего великолепия,
Вы пограничный марш немецкого царства:
Мы преданно следим за вами:
Каждая грудь служит для вас щитом.
Поскольку эта строфа вызвала оскорбление французской «защитной державы» из-за ее воинственной приверженности Германии и с ее воинственным тоном, который больше не соответствовал времени, саарский кабинет под руководством Иоганнеса Хоффманна решил 29 ноября 1950 года удалить ее и поручил Карлу Хогребе с создание двух новых строф, одна из которых была принята как новая третья строфа.
Даже после того, как Саар присоединился к Федеративной Республике в 1957 году, гимн не был отменен. Однако на общественных мероприятиях в нее больше не играли, и поэтому она была относительно неизвестной.

## С 2003 года
В 2002 году Министерство образования, культуры и науки Саара (MBKW) объявило конкурс на поиск нового текста для саарского гимна.  С 2003 года текст Saarlandlied был следующим:
Славлю тебя, дружественная страна на Сааре,
в окружении мирных границ.
Никогда больше тебе не грозят войны и опасности,
Я хочу жить в тебе вечно.
И если вы дадите нам работу, в этом нет необходимости
мы не пожалеем усилий
а также отмечать праздники хлеба насущного,
потому что ты, наша страна, должна радоваться.

Песня исполняется по праздникам в Саарланде, а также для представлений за пределами Саара.
Кроме того, был организован «кастинг», чтобы найти лучших саарских интерпретаторов современной версии саарской песни. Победителями этого кастинга стали: Дженни Брайт (Бротдорф), Джудит Маркс (Лебах), Александр Акерманн (выборы) и Мартин Херрманн (Нидерлосхайм).
Он был создан для обновления вышеупомянутого. Конкурсы и новая популяризация саарской песни - компакт-диск с современной «поп-версией» победителей кастинга и различными интерпретациями саарской песни хорами Саара.

## «Саар немецкий»
Поскольку саарская песня также упоминается в песне 1920 года учителем Саарбрюккена, Ханнсом Марией Люксом на мелодию Штайгера песня была составлена и быстро распространилась в разных версиях. Патриотическая песня, которая начинается с «Deutsch ist die Saar», была особенно популярна во время избирательной кампании по референдуму 13 января 1935 года по возвращению в Германскию как в районе Саара, так и в Германском Рейхе. В тексте говорится:
Саар - это немецкий, немецкий навсегда,
И немецкий - это пляж нашей реки, И навсегда, немецкий - моя родина,моя родина, моя родина.
Немец до могилы, девица и мальчик,
Немец - это песня, а немецкий - это слово,
Немец - это клад чёрных гор, клад чёрных гор, клад чёрных.
Немец бьется сердцем, всегда к небу, немецкий бьется, когда счастье смеется над нами, немецкий бьется также в печали и ночи, в печали и ночи, в печали и ночи.
Рукопожатие, ленточку завяжи,
Молодым, называющим себя немцами,
В Которых пылает страстная тоска, По тебе, мама, по тебе, по тебе.
Небеса слышат это! Юнг Саарволк клянется:
«Давайте закричим об этом в небеса»,
Мы никогда не хотим быть слугами,
Мы хотим быть немцами навсегда!